# Seznam vojn, ki vključujejo Slovenijo
Spodnje preglednice predstavljajo nedokončan seznam vojn, v katerih se je borila Slovenija, to je Slovenci ali vojske, ki so obstajale v okviru Slovenije kot suverene države ali znotraj druge države, od antike do danes.
V seznamu so podani naziv vojne, letnica, vpleteni in izid oboroženih konfliktov, kot opredeljuje naslednja legenda:
      slovenska zmaga
      slovenski poraz
      nič od naštetega (npr. mirovna pogodba ali mir brez jasnega rezultata, status quo ante bellum, izid državljanske vojne, neznan ali neodločen izid)

## 19. stoletje
| Datum     | Vojna                                        | Stran A | Stran B | Izid                                            |
| --------- | -------------------------------------------- | --- | --- | ----------------------------------------------- |
| 1848–1849 | Revolucije leta 1848 v Avstrijskem cesarstvu | Madžarski nacionalisti Ogrska - Hungarian Slovenes - Rusini - Zipsterski Saksoni - Madžarski Nemci - Banatski Bolgari - Poljske legije - Nemška in dunajska legija Slovenski nacionalisti in kmetje - Skrajni disidenti Zedinjene Slovenije (le rahle provokacije) - Ižanski kmetje | Avstrija in zavezniki: · Avstrijsko cesarstvo - Kraljevina Hrvaška - Srbska Vojvodina - Srbski prostovoljci - Habsburški madžari - Slovaški narodni svet - Transilvanski Romuni - Ljubljansko redarstvo Rusko cesarstvo | Poraz, avstro-ruska zmaga. - Odprava fevdalizma |

## Prva svetovna vojna
| Datum     | Vojna                                  | Stran A | Stran B | Izid |
| --------- | -------------------------------------- | --- | --- | --- |
| 1914–1918 | Prva svetovna vojna                    | Centralne sile: Avstro-Ogrska Nemško cesarstvo Osmanski imperij Kraljevina Bolgarija (1915–18)                                     | Antanta: - Francija - Velika Britanija - Rusko cesarstvo (1914–17) - Kraljevina Italija - Združene države Amerike (1917–18) - Kraljevina Srbija - in drugi | Poraz, razpad Avstro-Ogrske. - Pariška mirovna konferenca (1919) - Saint-Germainski mir (1919) |
| 1918–1919 | Boj za severno mejo                    | Država SHS (pred povezavo s Srbijo) · Kraljevina SHS (po združitvi)                                                                | Nemška Avstrija - Avstrijska Koroška (Regionalna vlada) | Premirje - Na Koroškem plebiscitu se skozi glasovanje jugovzhodna Koroška priključi Avstriji - Ozemeljske spremembe skladno s Saint-Germainskim mirom. - Avstrija si priključi večji del Koroške. - Dolina Meža in Jezersko postaneta del Kraljevine SHS. |
| 1919      | Intervencije na Madžarskem (1918–1919) | Republika Prekmurje (pred invazijo Bele Kuna in madžarsko okupacijo) · Kraljevina SHS - Srbske enote SHS (vdor po padcu okupacije) | Madžarska Sovjetska Republika | Zmaga SHS - Razpustitev Murske republike - Murska republika pripade Jugoslaviji po kratkotrajni madžarski okupaciji. - Sile antante razpustijo Madžarsko sovjetsko republiko.                                                                             |

## Druga svetovna vojna
| Datum     | Vojna                                                     | Stran A | Stran B | Izid |
| --------- | --------------------------------------------------------- | --- | --- | --- |
| 1941      | Druga svetovna vojna— Napad na Jugoslavijo                | Kraljevina Jugoslavija | Tretji rajh Kraljevina Italija Hungary | Zmaga Sil osi - Okupacija slovenskega ozemlja v Jugoslaviji - Okupacija Jugoslavije in njena razdelitev - Ustanovitev kolaborativnih vlad |
| 1941–1945 | Druga svetovna vojna — Druga svetovna vojna v Jugoslaviji | Partizani: - AVNOJska Jugoslavija (1943-1945) - Partizanske republike - Osvobodilna fronta - Bolgarski partizani v Jugoslaviji - Albanski partizani v Jugoslaviji - Grški partizani v Jugoslaviji ZSSR (1944–45) Bulgaria (1944–45) Albanija (1944–45) Velika Britanija (1942–1945) Združene države Amerike (le omejeno sodelovanje, 1943–45)) | Tretji rajh Kraljevina Italija (until 1943) Neodvisna država Hrvaška Nedičeva vlada Srbije (VNS) Hungary Kraljevina Bolgarija (until 1944) Kraljevina Albania (1943–44) Slovensko domobranstvo Četniki | Zavezniška zmaga |

## Od druge svetovne vojne dalje
| Datum | Vojna                           | Stran A   | Stran B | Izid |
| ----- | ------------------------------- | --------- | ------- | --- |
| 1991  | Slovenska osamosvojitvena vojna | Slovenija | SFRJ    | Odločna slovenska zmaga - Brionska deklaracija - Potrditev slovenske samostojnosti in njeno priznanje iz strani Jugoslavije |

## Mirovne misije
| Misija | Začetek | Konec     | Lokacija | Število vojakov |
| ------ | ------- | --------- | -------- | --------------- |
| KFOR   | ?       | Še poteka | Kosovo   | 316             |